# Домладжанов, Владимир Шакирович
Владимир Шакирович Домладжанов (4 ноября 1949 — 24 октября 2018) — советский футболист, советский и таджикистанский футбольный судья, тренер, спортивный организатор.

## Биография
Окончил среднюю школу и технологический техникум в городе Канибадам.
В начале 1980-х годов выступал на позиции нападающего в клубах чемпионата Таджикской ССР среди коллективов физкультуры, затем начал судейскую карьеру.
В первые годы после распада СССР считался одним из сильнейших футбольных арбитров Таджикистана. Не менее трёх раз (1992, 1994, 1995) судил финальные матчи Кубка страны. Представлял города Душанбе и Гиссар.
В августе 1997 года был в составе делегации Таджикистана на товарищеский матч против сборной Республики Корея в Тэгу. Из-за нехватки игроков сыграл за сборную Таджикистана в основном составе под 10-м номером, получив травму, был заменён на Виталия Парахневича на 53-й минуте.
Работал в Федерации футбола Таджикистана, затем — в Детско-юношеской футбольной лиге Таджикистана. Много лет был инспектором на матчах высшей и первой лиги чемпионата страны, преподавал на судейских и тренерских курсах, также работал детским тренером.
Скончался 24 октября 2018 года на 69-м году жизни из-за проблем с сердцем.